# Grupa huminitu
Grupa huminitu – grupa macerałów węgli brunatnych, która powstała na skutek zachowania w różnym stopniu tkanek roślinnych. Część tych macerałów ma budowę tkankową, inne mają gładką i jednorodną, jeszcze inne są owalne lub kuliste czy nieregularne. Barwa tych macerałów jest ciemnoszara lub szara. Macerały tej
grupy wykazują fluorescencję. Wyróżnia się 3 podgrupy:
- podgrupa humotelinitu
  - tekstynit
  - ulminit
- podgrupa humodetrynitu
  - atrynit
  - densynit
- podgrupa humokolinitu
  - żelinit
  - korpohuminit